# L'amore è sordo
L'Amore è Sordo è una serie televisiva italiana della RAI, in collaborazione con il Segretariato Sociale della RAI, andata in onda il 22 agosto del 2012 a mezzanotte su Rai 1.

## Trama
La narrazione si ispira, in maniera molto romanzata, al vero incontro fra l'attore sordo Francesco D'Amico e l'attrice udente Giuditta Cambrieri, descrivendo una storia d'amore e di amicizia che unisce due esperienze di vita diverse: da una parte il mondo del silenzio e della lingua dei segni, e dall'altra quello dei rumori e della musica.
Francesco, il protagonista, è un trentenne sordo che aspira ad una carriera d'attore, ed è incoraggiato dall'insegnante di recitazione, la quarantenne udente Giuditta, a perseguire con tenacia il suo sogno.

## Critiche
Il dibattito sul telefilm è stato all'origine di un'aspra polemica tra i due gruppi dei pro-LIS e dei contrari. I gruppi favorevoli al telefilm erano gli stessi favorevoli al bilinguismo Italiano/LIS, mentre quelli contrari erano spesso i membri dell'associazione FIADDA, i quali prediligono l'utilizzo e la conoscenza del solo italiano, sostenendo che la conoscenza della LIS porti alla ghettizzazione dei sordi. Questi erano contrari al telefilm in quanto sia il protagonista (Francesco D'Amico) che diversi personaggi secondari conoscevano e segnano la lingua dei segni italiana abitualmente (nonostante questi fossero in grado di parlare anche italiano ed interagire con gli udenti).

## Accoglienza
L'episodio pilota venne pubblicata in onda tra il 21 ed il 22 agosto del 2012, con uno share del 7.35% e circa 529.000 telespettatori.